# 條紋頦絲䱛
條紋頦絲䱛（学名：Genyonemus lineatus）為輻鰭魚綱鱸形目鱸亞目石首魚科的其中一種，分布於東太平洋區，從加拿大卑詩省至墨西哥下加利福尼亞半島海域，棲息深度可達183公尺，體長可達41公分，棲息在沙底質海域，屬肉食性，以多毛類、甲殼類、軟體動物等為食，可做為食用魚及遊釣魚。
其种加词“Lineatus”意为“线形的”。

## 外部連結
- 條紋頦絲䱛的圖片 （页面存档备份，存于）